# 尤利安·施密德
尤利安·施密德（德語：Julian Schmid，1999年9月1日—），德国男子北欧两项运动员。他曾代表德国参加2022年冬季奥林匹克运动会北欧两项比赛，获得团体高跳台/4×5公里接力银牌。